# Ermita de San Miguel (Villafamés)
La ermita de San Miguel de Villafamés (Provincia de Castelló), se localiza a cinco kilómetros de la población, en la ladera del Monte Mollet. Se accede a la misma a través de una pista forestal. 
La construcción de la ermita se debe a la fundación piadosa de Pere Albella, quien dejó establecido en su testamento que una parte de sus bienes se anajenasen para la construcción de una ermita, estableciendo como administradores de la misma al ayuntamiento de la población (Vilafamés) 
Se trata de una construcción sencilla datada en 1640 de amplia fachada con ventanas y un espacioso porche con arcadas. Se estructura en dos partes, la religiosa, con una sala para el culto de planta rectangular con coro alto en los pies y la sacristía lateral, y hospedería para ermitaño y masoveros. 
Frente a la edificación existe una gran plaza y a escasa distancia un manantial.
En marzo suele hacerse una fiesta que organiza una asociación en Vilafamés, con la ayuda del Ayuntamiento. También colaboraran los quintos de ese año, es decir aquellas personas que en ese año vayan a cumplir 18 años en Vilafamés. Mayoritariamente la gente que va es "cul roja". También suele haber gente de la aldea, que se les es considerado a Sant Juan de Moró. Ya que aproximadamente 30 años se independizo de uno de los pueblos más bonito de España, Vilafamés.